# Partito Francista
Il Partito Francista (Parti franciste) fu un partito fascista e antisemita francese, creato da Marcel Bucard nel settembre 1933 da una scissione del Movimento Sociale Rivoluzionario facente capo al quotidiano Le Francisme. Il Partito Francista ottenne l'adesione di  10 000 persone, e fu finanziato dal dittatore italiano Benito Mussolini. I suoi membri furono chiamati i francisti, o camicie blu, e adottarono il saluto romano (un rito paramilitare già fatto proprio dalla Solidarité française di François Coty).
Il movimento prese parte alle violente manifestazioni di Parigi del 6 febbraio 1934, durante le quali l'intera estrema destra (dall'Action française alle Croix-de-Feu) espresse la sua protesta in seguito allo scandalo Stavisky, e tentò di rovesciare il governo di Édouard Daladier. Il francismo assorbì la Solidarité française dopo la morte di Coty, in quello stesso anno.
Tutte le leghe e i movimenti d'estrema destra furono messi fuori legge nel 1936, dal governo del Fronte Popolare guidato da Léon Blum. Dopo un tentativo fallito nel 1938, il movimento fu rifondato nel 1941, dopo la sconfitta, come partito politico (Partito Francista).
Insieme con il Partito Popolare Francese di Jacques Doriot e il Raggruppamento Nazional-popolare di Marcel Déat, i francisti furono tra i principali collaboratori della Francia di Vichy. Il partito fu di nuovo dissolto alla fine della guerra, e i suoi aderenti furono puniti come traditori.

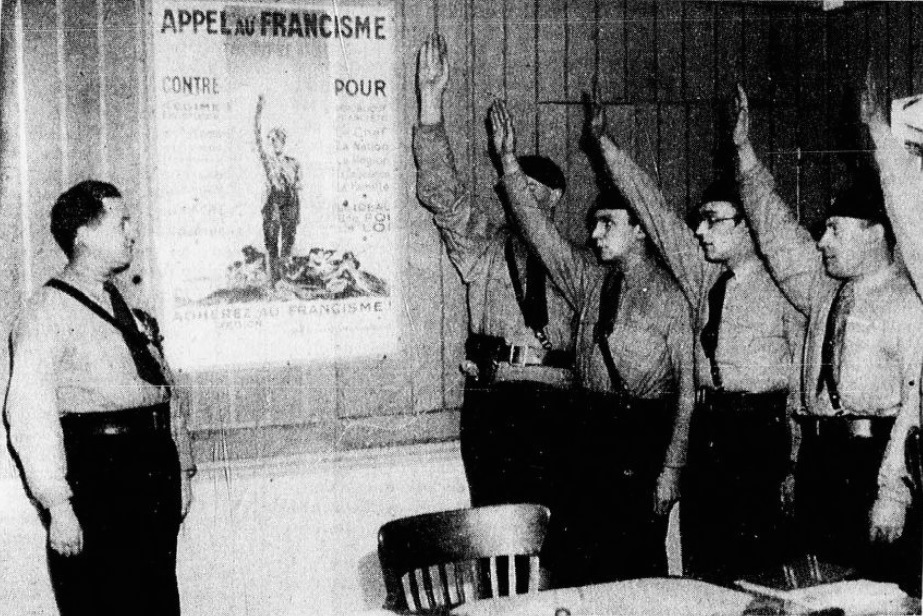
Bucard e altri membri del Partito Francista, 1934.